# Wahlen zur Nationalversammlung des Senegal 2022

Sitzverteilung nach dem Wahlergebnis
Unis par l'espoir: 82 Sitze
Libérez le peuple: 56 Sitze
Wallu Sénégal: 24 Sitze
Les Serviteurs MPR : 1 Sitz
Alternative pour une Assemblée de Rupture : 1 Sitz
Convergence démocratique Bokk Gis Gis : 1 Sitz

Die Wahlen zur Nationalversammlung im westafrikanischen Staat Senegal für die nächste fünfjährige Wahlperiode wurden von Staatspräsident Macky Sall für den 31. Juli 2022 festgesetzt. Die den Staatspräsidenten unterstützende Koalition Unis par l'espoir wurde bei diesen Wahlen zwar stärkste Kraft, verfehlte aber die absolute Mehrheit der Mandate um einen Sitz. Wenige Tage später gab der Abgeordnete der Convergence démocratique Bokk Gis Gis bekannt, dass er sich der Regierungskoalition anschließen und ihr so zu einer, wenn auch knappen, Parlamentsmehrheit verhelfen werde.

## Wahlrecht
Die Zusammensetzung der Nationalversammlung Senegals wird unverändert durch eine Mischung aus Verhältnis- und Mehrheitswahlrecht bestimmt: 60 der 165 Sitze werden proportional zu den landesweiten Stimmen vergeben, die übrigen 105 durch Mehrheitsentscheid in den Wahlbezirken.

## Ergebnisse
Zur Wahl angetreten waren 8 Parteien und Listen. Die CNRV (Commission nationale de recensement des votes – Nationale Wahlkommission) veröffentlichte am 4. August 2022 die vorläufigen Wahlergebnisse mit den Namen der nächsten Abgeordneten. Als wahlberechtigt registriert waren 7.036.466 Bürger im In- und Ausland. An der Wahl beteiligt haben sich 3.279.110 Wahlberechtigte. Daraus ergibt sich eine Wahlbeteiligung von 46,60 Prozent.
Die Koalition Unis par l'espoir (BENNO BOKK YAAKAAR – In Hoffnung vereint), die unter der Spitzenkandidatin Aminata Touré die Politik des amtierenden Staatspräsident Macky Sall unterstützt, verfehlte bei einem Stimmenanteil von 46,56 % in der Nationalversammlung mit 57 Wahlkreis- und 25 Listenmandaten, zusammen 82, die absolute Mehrheit von 83 Mandaten um nur einen Sitz.
Zweitstärkste Partei wurde die Koalition Libérer le peuple (YEWWI ASKAN WI – Das Volk befreien) mit einem Stimmenanteil von 32,85 %. Sie errang 39 Wahlkreis- und 17 Listenmandate, zusammen 56 Sitze.
Drittstärkste Kraft wurde die Koalition Sauver le Sénégal (WALLU SÉNÉGAL – Senegal retten). Sie umfasst auch die Parti Démocratique Sénégalais (PDS) des 96-jährigen früheren Staatspräsidenten Abdoulaye Wade, den sie als Spitzenkandidat aufgestellt hatte. Bei einem Stimmenanteil von 14,46 % erlangte sie 16 Wahlkreis- und 8 Listenmandate, zusammen 24 Sitze. Wade verzichtete nach der Wahl auf sein Mandat.
Die restlichen 3 Sitze im Parlament verteilen sich auf 3 weitere Parteien und Listen.
Die beiden großen oppositionellen Lager hatten sich im Wahlkampf zu einer „Inter-Koalition“ zusammengefunden, um einen Machtwechsel herbeizuführen und erreichten zusammen 80 Mandate, nur 2 Mandate weniger als das Regierungslager.
Einer der drei unabhängigen und als „Königsmacher“ geltenden Abgeordneten, Pape Diop, Vertreter der Convergence démocratique Bokk Gis Gis, von 2002 bis 2007 Präsident der Nationalversammlung und Bürgermeister von Dakar 2002 bis 2009, schloss sich wenige Tage nach der Wahl der Präsidentschaftskoalition an um ihr zur Mehrheit zu verhelfen. Er wolle verhindern, dass die Arbeit der Institutionen blockiert werde, sagte er. Eine Nationalversammlung unter der Kontrolle der Opposition würde zu einer institutionellen Krise führen, da der Präsident der Republik gezwungen wäre, durch Verordnungen zu regieren, was ein Rückschritt für unsere Demokratie wäre.
Nach Konstituierung der 14. Nationalversammlung wurde Amadou Mame Diop zum Parlamentspräsidenten gewählt, Mitglied der Mehrheitskoalition BBY.